# Radiosonde
Eine Radiosonde dient der Meteorologie und Aerologie zur Messung von Parametern der Erdatmosphäre bis in Höhen von etwa 20 km bis 35 km (Stratosphäre). Sie wird von einem Wetterballon getragen und übermittelt per Datenfunk die Messwerte wie Lufttemperatur und ihren Gradienten und Luftfeuchtigkeit an die Bodenstation. Bei Sonden mit integriertem GPS-Empfänger auch die Position der Sonde. Die Höhenbestimmung erfolgt bei manchen Typen durch laufende Messung des Luftdrucks und GPS.
Ballongetragene Sonden werden auch in anderen Fachgebieten verwendet – siehe Ballonsonde (Messinstrument), die zum Teil noch größere Höhen erreichen. Der Höhenrekord für Radiosonden liegt bei etwa 39 km bzw. 2,5 hPa (Deutscher Wetterdienst).

## Definition
Eine Funk- oder Radiosonde (englisch radiosonde) ist – gemäß Definition der Internationalen Fernmeldeunion (ITU) in der VO Funk – ein selbsttätiger Funksender des Wetterhilfenfunkdienstes, der im Allgemeinen in einem Luftfahrzeug, einem Freiballon, an einem Fallschirm oder einem Drachen mitgeführt wird und der wetterkundliche Merkmale übermittelt.

## Geschichte

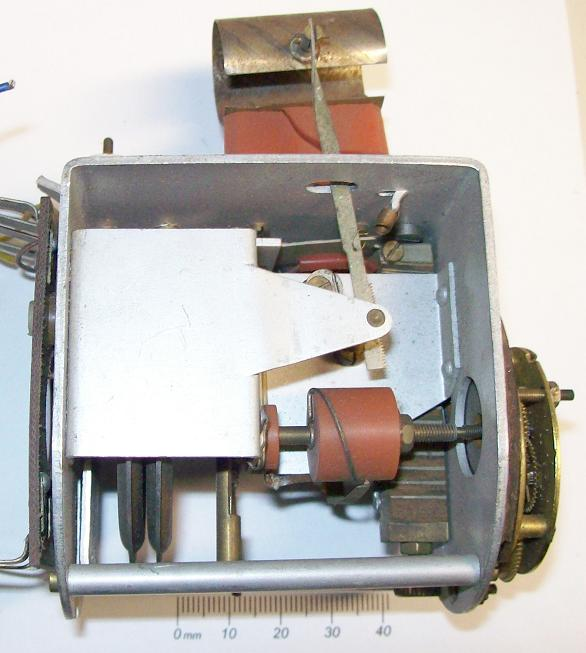
Sensor- und Codierteil einer älteren Radiosonde aus den 1960er Jahren

Seit den frühen 1890er Jahren trugen unbemannte Wetterballons, sogenannte Registrierballons, selbstregistrierende Messinstrumente in die freie Atmosphäre. Gegenüber bemannten Ballonfahrten hatten diese einen deutlichen Kostenvorteil. Außerdem waren Höhen erreichbar, die für Menschen im offenen Korb trotz Sauerstoffzufuhr nicht zugänglich waren. Die Messwerte konnten aber nur mit zeitlicher Verzögerung abgelesen werden und auch nur dann, wenn das zum Boden zurückgekehrte Instrument auch gefunden wurde. Einer der Pioniere der Atmosphärensondierung mit Wetterballons war der deutsche Meteorologe Hugo Hergesell. Als Leiter der Internationalen Kommission für wissenschaftliche Luftfahrt forderte er die Konstruktion leichter ballontauglicher Instrumente. Das Potential der drahtlosen Telegrafie frühzeitig erkennend stellte er bereits 1908 Versuche an, Aufzeichnungen registrierender Balloninstrumente per Funk zu übertragen, scheiterte aber an den noch unzureichenden technischen Möglichkeiten. Die Bezeichnung „Radiosonde“ geht auf Hergesell zurück.
Im Jahre 1917 gelang es Max Robitzsch und Friedrich Herath (1889–1974) in Deutschland und Pierre Idrac (1885–1935) in Frankreich, Messwerte von Instrumenten, die an Wetterdrachen angebracht waren, über den Drachendraht zum Boden zu senden. Drachen konnten aber nicht in die von Wetterballons erreichbare Höhe vordringen, und sie waren nicht bei jeder Wetterlage einsetzbar.
1921 begann Paul Duckert (1900–1966) am Aeronautischen Observatorium Lindenberg, dessen Leiter inzwischen Hergesell war, sich mit der Entwicklung der Radiosonde zu befassen. Ein erster Schritt war 1926 die Doppelanpeilung eines am Ballon befestigten Funksenders, um dessen Flugbahn und -geschwindigkeit zu bestimmen. Ähnliche Experimente wurden auch von William Blair in den Vereinigten Staaten durchgeführt. Am Ende der 1920er Jahre arbeiteten mehrere Meteorologen mit ersten Prototypen von Radiosonden.
Die erste Radiosonde im eigentlichen Sinne wurde 1924 von William Blair gestartet. Er empfing Radiosignale von einem Ballon und verwendete die temperaturbedingte Veränderung dieser Signale, um die Temperatur auf Flughöhe abzuschätzen. Trotzdem wird von vielen Historikern der erste Radiosondenstart den Sonden von Robert Bureau oder Pawel Moltschanow zugeschrieben, die direkt gemessene Werte in Funksignale umwandelten. Am 7. Januar 1929 startete Robert Bureau (1892–1965) in Trappes eine Radiosonde, die Temperaturwerte aus der freien Atmosphäre übermittelte. Im Frühjahr desselben Jahres ergänzte er die Sonde um ein Barometer. Als Erfinder der Radiosonde wird aber häufig auch der sowjetische Meteorologe Pawel Moltschanow (1893–1941) angesehen, dessen erstmals am 30. Januar 1930 erfolgreich gestartete Radiosonde zum Standard für die künftige Entwicklung wurde. Die Sonde maß Temperatur und Druck und funkte die Werte kodiert als Morse-Zeichen zum Empfänger. Am 22. Mai 1930 folgte Duckert mit einer unabhängig entwickelten Sonde, die neben Temperatur und Druck auch die Luftfeuchte messen konnte. Die Sonde übermittelte Messwerte bis zum Platzen des Ballons in über 15 km Höhe.
Auf der Arktisfahrt des Zeppelins LZ 127 startete Moltschanow im Juli 1931 mehrere Radiosonden. Zu einem umfangreichen und systematischen Einsatz der neuen Technik kam es im Internationalen Polarjahr 1932/33. Der Finne Vilho Väisälä, der am 30. Dezember 1931 seine erste Radiosonde gestartet hatte, begann 1936 mit der kommerziellen Produktion.
Eine Weiterentwicklung erfuhr die Radiosonde 1942 durch den Berliner Josef Graw. Die Umwandlung der Messwerte in Morse-Zeichen erfolgt in der Graw-Sonde dadurch, dass die Zeiger der Messgeräte ein Muster aus leitendem Material abtasten, das auf eine sich drehende Walze, die Grawsche Morsewalze, aufgebracht ist.
Der rechts abgebildete Sensor- und Codierteil einer Radiosonde aus den 1960er Jahren zeigt
- Temperatursensor (oben, Bimetall)
- Druckmessdose (links unter dem Blechwinkel)
- Zeitbasis (Taschenuhrwerk, rechts außen)
- Codierer für Temperatur und Feuchte (roter PVC-Zylinder mit Kontaktdraht-Wendel)
- Codierer für Luftdruck (Hartpapier-Balken mit Kontaktstreifen, rechts hinter dem Zylinder)

Der Feuchtesensor (Haar-Hygrometer), die Batterie und der Telemetriesender (UHF-Röhrensender mit einer Triode) sind im Bild nicht zu sehen.

## Technik

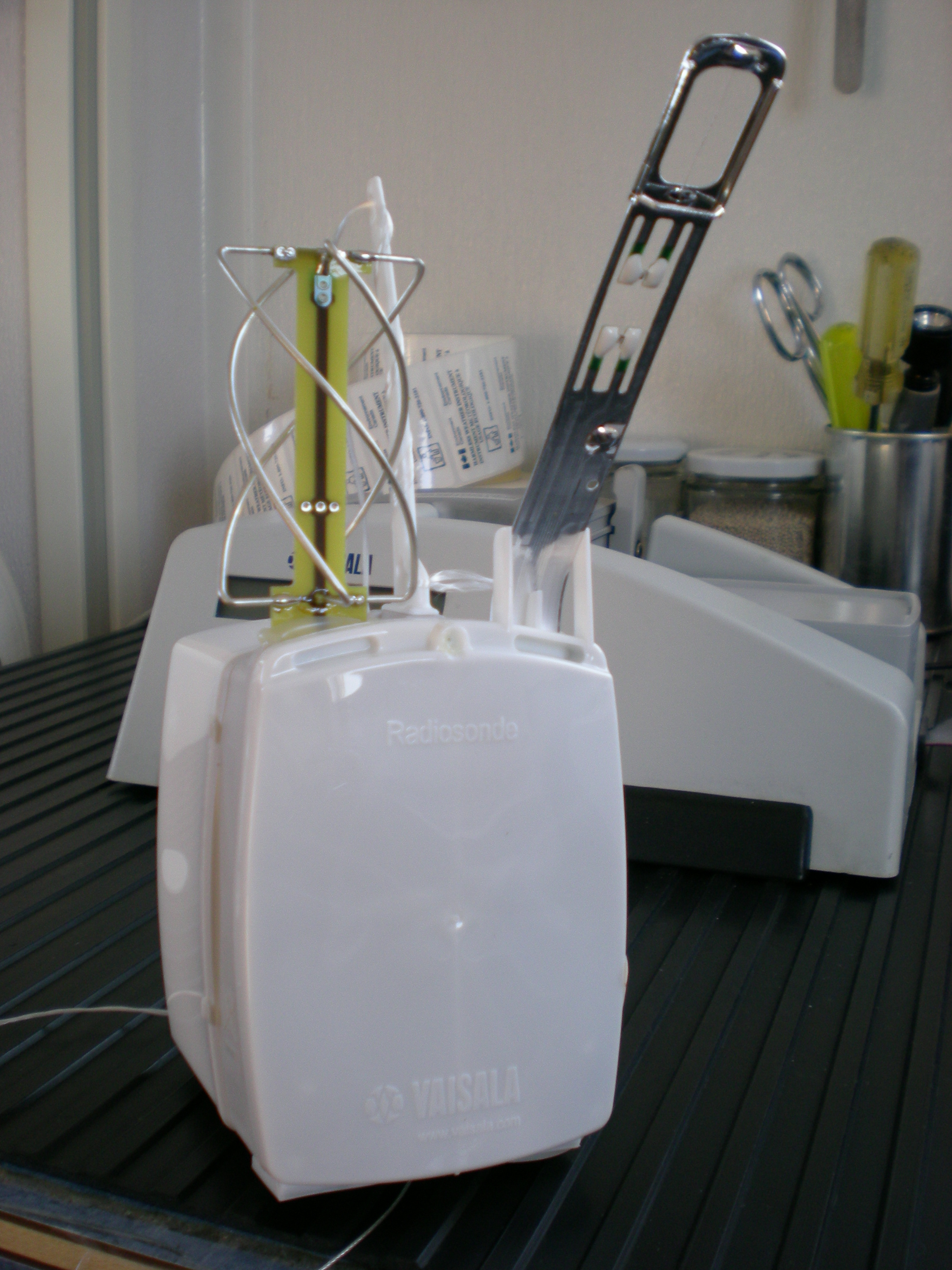
Radiosonde mit integriertem GPS-Empfänger aus dem Jahr 2008. Links die quadrifilare Helixantenne für GPS-Empfang, rechts als Metallband der Temperaturfühler und darunter der Sensor zur Luftfeuchtigkeitsmessung

### (P)TU-Sonden
Messfühler an der Radiosonde messen verschiedene Parameter wie Luftdruck (P), Temperatur (T) und Luftfeuchtigkeit (U) während der Ballon in die Höhe steigt und übermitteln diese Messdaten laufend per Datenfunk an die Bodenstation. Die Messung des Luftdrucks ist heute bei vielen Sonden nur noch optional vorgesehen, da die rechnerische Bestimmung aus der GPS-Höhe die Messung in vielen Fällen erübrigt. Spezielle Sensoren können zusätzlich auch die Ozonkonzentration oder Strahlung messen.

### Wind-/Pilotsonden
Neben den (P)TU-Sonden gibt es auch sogenannte Wind- bzw. Pilotsonden, die anstelle der früheren optisch verfolgten Pilotballone bzw. Windaufstiege (Ballon mit Radarreflektor jedoch ohne Radiosonde) eingesetzt werden können. Dabei geht es nur um die Erfassung von Windrichtung und -geschwindigkeit. Diese Sonden sind entsprechend einfacher und damit preiswerter ausgeführt, da keine Sensorik und deren Signalverarbeitung vorhanden ist. Einige Modelle sind besonders leicht und einfach aufgebaut, eignen sich dadurch allerdings nur für Messungen in der Troposphäre (geringe Batteriekapazität, geringere Sendeleistung usw.).

### Temperatursonden
Temperatursonden spielen heute praktisch keine Rolle mehr. Sie haben als einzige Messgröße nur die Temperatur übertragen. Meist waren es sehr einfache elektronische Analogschaltungen, die einen Ton in der Frequenz entsprechend der Temperatur verändert haben und über einen kleinen Sender frequenzmoduliert zur Bodenstation übertragen haben. Verfolgung war nur über Radar mithilfe entsprechender Reflektoren möglich.

### Windbestimmung
Übliche Radiosonden nutzen zur Positionsbestimmung einen GPS-Empfänger, die Positionsdaten werden kontinuierlich per Funk übertragen. Damit lässt sich die Windrichtung der Höhenwinde bestimmen. Alternativ kann die Position einer Radiosonde auch per Radar oder Radiotheodolit bestimmt werden, beides spielt allerdings heute keine Rolle mehr.

### Datenübertragung
Die Datenübertragung erfolgt heute zumeist im Frequenzbereich von 400 MHz bis 406 MHz. Je nach Sondentyp werden Kanäle unterschiedlicher Bandbreite belegt. Moderne Sonden belegen nur noch etwa 5 kHz. Jede Aufstiegstelle nutzt dabei die ihr zugewiesenen Frequenzen. In der Regel gibt es eine Hauptfrequenz und eine Ausweich-/Nachstartfrequenz, die dann genutzt wird, wenn die bereits gestartete Sonde fehlerhaft ist und ein Nachstart nötig wird bzw. die Hauptfrequenz durch Störungen nicht verwendbar ist. Es gibt auch Radiosonden, welche im Frequenzbereich von 1,68 GHz die Daten übertragen.
Die meisten Sondenmodelle verfügen auch über einstellbare Mechanismen, um sie nach einer bestimmten Zeit, nach dem Platzen des Ballons oder anderen Kriterien noch im Flug abzuschalten.
Meist erfolgt neben der Übertragung der meteorologischen Messdaten noch die Telemetrie interner Messgrößen zur Überwachung der Sonde selbst. Das kann neben der Batteriespannung und Temperatur des Mikroprozessors z. B. auch eine Strom- und Spannungsmessung externer Sensoren sein, um deren ordnungsgemäße Funktion überwachen zu können.
Die Sonden und besonders die Batterien sind zur Wärmeisolation in einem Schaum-Polystyrol-Gehäuse untergebracht, außen sind lediglich eine Drahtantenne und Sensoren.
Heute kommen in der Regel Einmal-Radiosonden zum Einsatz, für die kein Finderlohn gezahlt wird. Mögliche Finder werden manchmal durch auf die Sonden aufgebrachte Aufkleber oder Merkblätter aufgefordert, die Radiosonde mit Elektronik und Batterien zu entsorgen. Ein Radiosondenaufstieg kostet mit wasserstoffgefülltem Ballon und Radiosonde heute ca. 300 € und mit einer 1,8 m³ Heliumfüllung ca. 400 €.

## Ballone und Fallschirme
Der Aufstieg der Sonden erfolgt an einem mit Helium oder Wasserstoff gefüllten Ballon aus Latex, der sich mit zunehmender Höhe durch den abnehmenden Luftdruck immer stärker ausdehnt, bis er schließlich platzt.
Trotz der immer leichteren Sonden wird zum Erreichen der benötigten Höhe ein Ballon entsprechender Größe benötigt. Gemäß der Empfehlung der WMO erfolgt der Aufstieg mit etwa 300 m pro Minute.
Die Sonden fallen nach dem Platzen des Ballons auf den Erdboden zurück; zum Reduzieren der Fallgeschwindigkeit können Fallschirme eingesetzt werden. Die Fallgeschwindigkeiten lassen sich bei der Verwendung von Fallschirmen nicht zuverlässig vorhersagen, da die Funktion des Fallschirmes durch verhedderte Schnüre oder Ballonreste unterschiedlich stark beeinträchtigt sein kann.

### Situation in Deutschland
Für die Routineaufstiege wird in Deutschland derzeit die Radiosonde Vaisala RS41 in der Variante SGP, also mit Luftdruckmessung eingesetzt. Die Aufstiegstellen des DWD verwenden gegenwärtig einheitlich 600-g-Ballone, während die Bundeswehrstationen meist 800-g-Ballone einsetzen. Für die schwereren Ozonsonden kommen zumeist 1200-g-Ballone zum Einsatz.
Die Gespanne des DWD nutzen dabei in der Regel die in den Ballonen integrierten Fallschirme, welche oben geschlossen sind, während bei den Aufstiegsstellen der Bundeswehr externe Fallschirme aus rotem Kunststoff mit einer Öffnung an der Kappe benutzt werden, die es in zwei Größen gibt.

## Regelmäßige Sondenaufstiege
Viele Stationen lassen alle zwölf Stunden eine Sonde steigen, meist zu Mittag und Mitternacht. In Deutschland erfolgt dies auf zwölf Stationen (fünf davon automatisch: Norderney, Essen, Stuttgart, München und Meiningen). Die vorhergehende Sonde ist zu diesem Zeitpunkt nicht mehr aktiv. Einige Stationen starten alle 6 Stunden eine Sonde (Idar-Oberstein, Lindenberg).
Bei Bedarf können alle Stationen auch in kürzeren Abständen bzw. zusätzliche Sondenaufstiege durchführen, wenn es die Wetterlage oder andere Umwelteinflüsse erfordern.

### Regelmäßige Sondierungen in Deutschland (Stand 2024)
| Startort                                           | Wochentag, Uhrzeit                                                               | Sondentyp                                              | Frequenz                |
| -------------------------------------------------- | -------------------------------------------------------------------------------- | ------------------------------------------------------ | ----------------------- |
| Altenstadt (BW) WMO10954                           | Mo.–Fr. 03:45 UTC + 09:45 UTC + 15:45 UTC                                        | Vaisala RS41                                           | 402,50 MHz (404,30 MHz) |
| Bergen (BW) WMO10238                               | Mo.–So. 10:45 UTC + 22:45 UTC Aufstiege 04:45 UTC + 16:45 UTC wurden eingestellt | Vaisala RS41                                           | 405,70 MHz (405,90 MHz) |
| Essen (DWD) – Autosonde WMO10410                   | Mo.–So. 10:45 UTC + 22:45 UTC                                                    | Vaisala RS41                                           | 405,30 MHz (404,10 MHz) |
| Greifswald (DWD) - Autosonde WMO10184              | Mo.–So. 10:45 UTC + 22:45 UTC                                                    | Vaisala RS41                                           | 402,30 MHz (404,70 MHz) |
| Hohenpeissenberg (DWD) WMO10962                    | Mo., Mi. (im Winter auch Fr) 05:45 UTC                                           | Vaisala RS92 oder RS41(+Ozon)                          | 402,90 MHz (405,50 MHz) |
| Idar-Oberstein (BW) WMO10618                       | Mo.–So. 04:45 UTC + 10:45 UTC + 16:45 UTC + 22:45 UTC                            | Vaisala RS41                                           | 402,70 MHz (404,90 MHz) |
| Kümmersbruck (BW) WMO10771                         | Mo.–So. 10:45 UTC + 22:45 UTC Aufstiege 04:45 UTC + 16:45 UTC wurden eingestellt | Vaisala RS41 bei Bedarf zusätzlich Graw DFM09 (selten) | 402,70 MHz (404,90 MHz) |
| Langen (DWD) WMO10639                              | unregelmäßige Aufstiege zu Ausbildungszwecken                                    | Vaisala RS41                                           | 405,50 MHz              |
| Lindenberg (DWD) WMO10393                          | Mo.–So. 04:45 UTC + 10:45 UTC + 16:45 UTC + 22:45 UTC                            | Vaisala RS41(+Ozon)                                    | 405,10 MHz (404,50 MHz) |
| Meiningen (DWD) - Autosonde WMO10548               | Mo.–So. 10:45 UTC + 22:45 UTC                                                    | Vaisala RS41                                           | 402,30 MHz (404,70 MHz) |
| Meppen (BW) WMO10304                               | Mo.–Fr. 03:45 UTC + 9:45 UTC + 10:45 UTC Mo.–Fr. 06:45 UTC                       | Vaisala RS41 Graw DFM09/DFM17 (selten)                 | 404,50 MHz 405,10 MHz   |
| München/Oberschleißheim (DWD) - Autosonde WMO10868 | Mo.–So. 10:45 UTC + 22:45 UTC                                                    | Vaisala RS41                                           | 402,30 MHz (404,70 MHz) |
| Norderney (DWD) - Autosonde WMO10113               | Mo.–So. 10:45 UTC + 22:45 UTC                                                    | Vaisala RS41                                           | 404,10 MHz (405,30 MHz) |
| Sasel (DWD) 1 – Autosonde WMO10141                 | unregelmäßig                                                                     | Vaisala RS41                                           | 402,70 MHz              |
| Schleswig (DWD) -Autosonde WMO10035                | Mo.–So. 10:45 UTC + 22:45 UTC                                                    | Vaisala RS41                                           | 402,50 MHz (404,30 MHz) |
| Stuttgart (DWD) – Autosonde WMO10739               | Mo.–So. 10:45 UTC + 22:45 UTC                                                    | Vaisala RS41                                           | 404,50 MHz (405,10 MHz) |

### Bedarfsweise Aufstiege in Deutschland

#### Militär
Im Rahmen von militärischen Übungen und Manövern werden ebenfalls sehr oft Radiosondenaufstiege durchgeführt, allerdings kommen hier zumeist 100 g Ballone zum Einsatz, die nur etwa 17 bis 18 km Höhe erreichen und Sonden vom Hersteller Graw. Üblicherweise wird dazu der Frequenzbereich 403,03…403,89 MHz genutzt. Die Starts erfolgen dabei von mobilen Aufstiegstellen auf Standort- bzw. Truppenübungsplätzen. Vereinzelt erfolgen die Starts auch in Kasernen bzw. anderen ortsfesten militärischen Dienststellen und Einrichtungen.

#### Bildung, Forschung und Entwicklung
Bildungs- und Forschungseinrichtungen führen auch gelegentliche Sondenaufstiege durch, wobei hier zum Teil spezielle Sensoren und Messgeräte im Einsatz sein können. Das Meteorologische Observatorium Lindenberg führt zuweilen für Forschungs- und Vergleichszwecke Aufstiege mit einer Reihe von unterschiedlichen Messgeräten und Sensoren durch, wo auch unterschiedliche Sondentypen zum Einsatz kommen.

##### Sonstige Nutzer
Sonden- und Gerätehersteller führen zu Entwicklungs- und Erprobungszwecken ebenfalls Aufstiege von Radiosonden durch.

### Regelmäßige Sondierungen in den Niederlanden (Stand 2018)
| Startort                           | Wochentag, Uhrzeit | Sondentyp           | Frequenz  |
| ---------------------------------- | ------------------ | ------------------- | --------- |
| De Bilt (WMO06260) +6 m/s, −10 m/s | Mo.–So. 23:30 UTC  | Vaisala RS41        | 403,9 MHz |
|                                    | Do. 11:30 UTC      | Vaisala RS41 + Ozon | 403,9 MHz |

### Regelmäßige Sondierungen in Belgien (Stand 2018)
| Startort                             | Wochentag, Uhrzeit      | Sondentyp         | Frequenz   |
| ------------------------------------ | ----------------------- | ----------------- | ---------- |
| Beauvechain WMO06458 +6 m/s, −16 m/s | Mo.–So. 23:00 UTC       | Graw DFM09        | 402,87 MHz |
| Uccle WMO06447 +6 m/s, −14 m/s       | Mo., Mi., Fr. 11:30 UTC | Vaisala RS41+Ozon | 403,5 MHz  |

## Sondenjäger

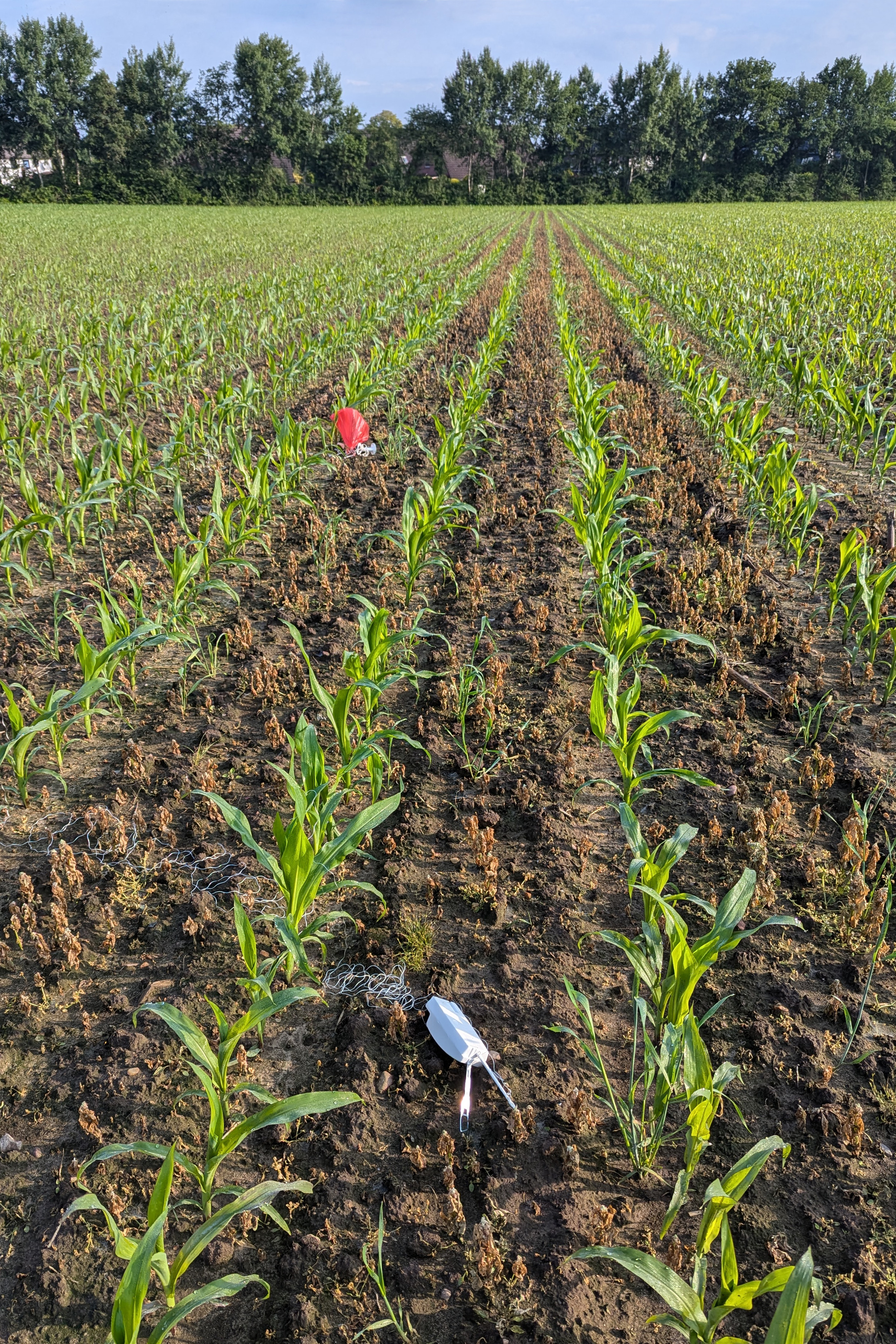
In einem Maisfeld gelandete Radiosonde Vaisala RS41, in Rot der Bremsschirm.

Sogenannte Sondenjäger beobachten aus privatem Interesse den Flug der Sonden oder empfangen den Datenfunk mit geeigneten Funkempfängern und Decodersoftware zur Gewinnung der übertragenen Messdaten. Über die laufend übermittelten Positionsdaten kann die Sonde bis zum Herunterfallen verfolgt werden, um sie zu bergen. Auch mit Mitteln der Funkpeilung können Sonden gefunden werden, die dann durch die Sondenjäger samt Zubehör aus der Umwelt entfernt und zum Teil gesammelt oder aber fachgerecht entsorgt werden.
Im Abendlicht erscheinen die Sonden wie ein heller Stern 1. Größe, manchmal auch so hell wie die Venus. Mit Fernrohr ist die Ballonform meist erkennbar, ebenso der Moment des Platzens und die herabschwebenden Teile.
Die Entfernung vom Startort einer Radiosonde bis zum Landungspunkt kann, je nach Windverhältnissen, von wenigen Kilometern bis zu über 300 km oder mehr betragen.

## Radiosonden auf anderen Planeten
Die sowjetische Raumsonde Vega setzte 1984 zwei Radiosonden in der Venusatmosphäre ab, die über zwei Tage hinweg verfolgt werden konnten.